# Moorestown-Lenola (New Jersey)
Moorestown-Lenola is een plaats (census-designated place) in de Amerikaanse staat New Jersey.

## Demografie
Bij de volkstelling in 2000 werd het aantal inwoners vastgesteld op 13.860.

## Geografie
Volgens het United States Census Bureau beslaat de plaats een oppervlakte van
18,3 km², waarvan 18,2 km² land en 0,1 km² water.

## Leefomgeving
In 2005 werd Moorestown geranked als nummer één in de lijst van 100  "best places to live in America" van het tijdschrift Money (magazine).  Het tijdschrift onderzocht meer dan duizend kleinere steden en stelde een top honderd op waarin Moorestown de toppositie verwierf, vanwege het gemeenschapsgevoel, de ruime werkgelegenheid in het forenzengebied, uitstekende scholen, lage misdrijfcijfers, en betaalbare woningen. Een ander pluspunt is de nabijheid tot de metropool Philadelphia (op ongeveer 25 minuten forensafstand; afstand ongeveer vijftien km) met veel werkgelegenheid en sociale en culturele voorzieningen.

## Plaatsen in de nabije omgeving
De onderstaande figuur toont nabijgelegen plaatsen in een straal van 8 km rond Moorestown-Lenola.